# Celleporina parvula
Celleporina parvula är en mossdjursart som först beskrevs av Ferdinand Canu och Ray Smith Bassler 1928.  Celleporina parvula ingår i släktet Celleporina och familjen Celleporidae. Inga underarter finns listade i Catalogue of Life.